# Castell de Torregrossa
El Castell de Torregrossa és una obra del municipi de Torregrossa (Pla d'Urgell) declarada bé cultural d'interès nacional.

## Descripció
Del castell original no queda res perquè al segle xvi els Montsuar-Avinyó el van refer. És una casa de planta baixa i un pis. A la planta baixa s'obre una porta d'arc de mig punt amb grans dovelles i l'escut familiar a la clau. Al primer pis s'obren tres grans finestres allindanades amb ampit motllurat. A la façana s'obren altres obertures de petites dimensions.
A la plaça de l'església algunes cases unifamiliars conserven part de l'escarpa que probablement formava part de la muralla que tancava el recinte del castell.

## Història
L'origen de la població podria ser romà. Durant la dominació musulmana, la vila i la fortalesa van tenir un paper important per estar situats als límits del terme de Lleida. Després de la conquesta feudal, la població fou atorgada a Monof, batlle d'Alfons I, però el domini feudal era de Guillem de Cervera, fins al 1279, en que Ramon de Cervera donà Torregrossa i Puiggròs al rei Pere II mitjançant una permuta.
L'any 1497 era senyor de Torregrossa Guerau de Montsuar, casat amb Simona d'Avinyo. Durant el segle xvi, els Montsuar-Avinyó referen el castell. Vers el 1626 la població de Torregrossa passà, per matrimoni, a mans dels Rocabertí i a mitjans del segle xviii als Pignatelli de Belmonte, els quals mantingueren la senyoria fins a la fi de l'antic règim.